# Francisco Talladas Vanrell
Francisco Talladas Vanrell (1746 - 1818) fue un historiador y religioso, natural de Campos (Baleares).

## Biografía
Francisco estudió en Paloma con los PP de la Compañía de Jesús y abrazó la carrera eclesiástica, y en 9 de enero de 1764 se le confió un beneficio de patronato de su casa en la parroquia de Santa Eulalia, y terminado sus estudios de Teología ganó en Palma la borla de Doctor en 19 de febrero de 1753.
Francisco realizó una detenido examen de todos los archivos de Mallorca, señaló muchos errores de los cronistas y adquirió tan profundos conocimientos históricos que era a la persona a quien se le consultaba, y prueba de ello es lo siguiente:
- Las citas honrosas de su nombre de  Juan Francisco Masdeu en su Historia crítica de España
- Las de J.A. Nieto en su obra Extracto del análisis químico de las aguas de Campos
- Las de Juan Ramis y Ramis en opúsculos
- Administró a Gaspar Melchor de Jovellanos una multitud de apúntes para escribir sus memorias históricas de San Francisco de Asís, Santo Domingo, la Catedral y la Lonja

Francisco descubrió datos y monumentos para probar que la antigua Palma de los romanos baleares no estuvo situada en el lugar que ocupa la ciudad que hoy lleva su nombre sino en la vasta comarca del Palmer y costeó excavaciones con favorables resultados e indicó el sitio donde debía practicarse otras muchas.

## Obra
- Compendio histórico de la invenciones y milagros del Santo Cristo del Nogal,...
- Historia de la villa de Campos
- Historia del convento de las Carmelitas de Mallorca
- Suplemento y correcciones de la historia de Mallorca, escritas por los cronistas Dameto y Mut
- Otras